# Bayburt

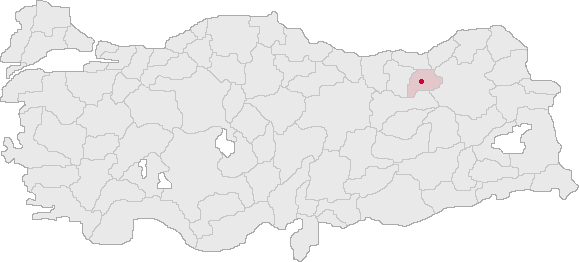
Położenie miasta i prowincji Bayburt

Bayburt – miasto we wschodniej Turcji, centrum administracyjne prowincji o tej samej nazwie.
Według danych na rok 2000 miasto zamieszkiwało 32 285 osób, a według danych na rok 2004 całą prowincję ok. 91 000 osób. Gęstość zaludnienia w prowincji wynosiła ok. 25 osób na km².